# Улі Грьотч
Улі Ґреч (нім. Uli Grötsch; 14 липня 1975 року у Вайдені (Верхній Пфальц) — німецький політик (СДП), депутат Бундестагу (з 2013 року). Починаючи з 20 травня 2017 року, він є генеральним секретарем СДП у Баварії.

## Життєпис
Ґреч виріс у Вайдгаусі та відвідував там початкову школу. Потім він навчався у Державній економічній школі Вайдена в землі Верхній Пфальц, де він в 1992 році отримав середню освіту. Він здобував освіту працівника поліції, в таких містах як в Зульцбах-Розенберг, Нюрнберг, Мюнхен та Бад-Райхенхалль. З 1999 року працював у поліцейській інспекції у Вайдгаусі.
Ґреч одружений  і є батьком двох дочок.

## Політична кар'єра
У 1994 році Ґреч став членом СДП і Союзу молодих соціалістів (молодіжна організація СДП). З 1998 по 2006 роки він був головою молодіжної організації СДП у Вайден-Нойштадт-Тіршенройд. З 2013 року він є головою підрозділу СДП Вайден-Нойштадт-Тіршенройд та заступником голови СДП району Верхній Пфальц. Також з 2013 року він перебуває в Баварському обласному управлінні робочої спілки з трудових питань. З 2002 до 2017 роки Ґреч входив до складу ради з питань ринкової торгівлі у Вайдгаусі. 
Після того, як в 2012 році його кандидатура була оголошена на вибори в Бундестаг 2013 року у виборчому окрузі Вайден (Верхній Пфальц), він успішно пройшов по виборчому списку до Бундестагу від СДП в Баварії. Він є дійсним членом Комітету внутрішніх справ. Ґреч був головою від франкції СДП у третьому Слідчому Комітеті і другому Слідчому Комітеті (BKA). У жовтні 2014 року був обраний в Парламентський контрольний орган німецького Бундестагу. Під час федеральних виборів в 2017 році він знову пройшов у Бундестаг по виборчих списках.
З січня 2014 року по вересень 2015 року Ґреч був  спікером туристичного відділу федеральної групи Баварії від федеральної фракції СДП.
20 травня 2017 року Улі Ґреч був обраний генеральним секретарем на державному партійному з'їзді СДП у Баварії.

## Інше
Улі Ґреч є членом громадської організації соціального захисту наелення, союзу поліції, меморіальної організації жертв Флоссенбюрзького концентраційного табору, громадської організації Друзів Природи (східна група у Вайден (Верхній Пфальц)), Баварської державної ліги захисту птахів, Асоціації проти забуття — за демократію, музичної спілки Вайдгаус, член добровільної пожежної дружини у Вайдгаусі і охоронної спілки Пфрентч. Крім цього, Ґреч грає у футбольній команді Бундестагу.